# Jorge L. Tamayo (östra Uxpanapa)
Jorge L. Tamayo är en ort i Mexiko.   Den ligger i kommunen Uxpanapa och delstaten Veracruz, i den sydöstra delen av landet, 600 km öster om huvudstaden Mexico City. Jorge L. Tamayo ligger 72 meter över havet och antalet invånare är 132.
Terrängen runt Jorge L. Tamayo är kuperad västerut, men österut är den platt. Runt Jorge L. Tamayo är det mycket glesbefolkat, med 2 invånare per kvadratkilometer. Närmaste större samhälle är Colonia del Valle, 11,3 km nordost om Jorge L. Tamayo. I omgivningarna runt Jorge L. Tamayo växer huvudsakligen savannskog.